# Wapen van De Ronde Venen
Het wapen van De Ronde Venen bestaat uit elementen uit wapens van de gemeentes die samen de gemeente De Ronde Venen vormen.  Het wapen werd op 8 juni 2016 door de burgemeester gepresenteerd.
Het 1e wapen werd op 17 juli 1989 door de Hoge Raad van Adel aan de nieuw gevormde gemeente toegekend.
Na de fusie van de gemeente De Ronde Venen met de gemeente Abcoude per 1 januari 2011 voerde de gemeente officieel geen eigen wapen.
In februari 2016 besloot de gemeenteraad van De Ronde Venen een verzoek te doen aan de Hoge Raad van Adel om te komen tot een voorstel voor een nieuw wapen.
Het nieuwe wapen is een samenvoeging van de  gemeentewapens van de voormalige gemeentes.

## Herkomst elementen
- De Agnus Dei, in het schildhoofd komt uit het wapen van Mijdrecht
- De vink, in de schildvoet, komt uit het wapen van Vinkeveen
- De slang komt uit dat van Wilnis.
- De sleutels komen uit het wapen van Abcoude-Proosdij
- De zuilen komen uit het wapen van Abcoude-Baambrugge

## Blazoen
Het blazoen van het eerste wapen van De Ronde Venen luidt:
Doorsneden: I in keel een Agnus Dei van zilver, II in azuur een vink van goud; over alles heen een dwarsbalk van zilver, beladen met een slang van sabel. Het schild gedekt door een gouden kroon van 3 bladeren en 2 parels.
Het wapen is dus in drie delen gedeeld. Het bovenste, het zogenaamde schildhoofd, is rood en toont een zilveren Agnus Dei, Lam Gods. Het onderste deel, de zogenaamde schildvoet, is blauw en toont een gouden vink. Over deze twee delen is een zilveren balk waarop een zwarte slang. Het schild wordt gekroond door een gouden kroon van drie bladeren met daartussen twee parels
Het blazoen van het nieuwe gemeentewapen luidt:
Gevierendeeld: I in keel een Agnus Dei van zilver, II in azuur twee afgewende kruislings geplaatste sleutels van zilver, III in azuur een vink van goud, IV in keel drie zuilen van zilver, geplaatst twee en een. Over alles heen een dwarsbalk van zilver, beladen met een slang van sabel. Het schild gedekt met een gouden kroon van drie bladen en twee parels.

## Vergelijkbare wapens

Het wapen van Mijdrecht
Het wapen van Achttienhoven
Het wapen van Wilnis
Het wapen van Vinkeveen
wapen van Abcoude